# Ліпянкі (Лодзинське воєводство)
Ліпянкі (пол. Lipianki) — село в Польщі, у гміні Уязд Томашовського повіту Лодзинського воєводства.
Населення — 71 особа (2011).
У 1975-1998 роках село належало до Пйотрковського воєводства.

## Демографія
Демографічна структура станом на 31 березня 2011 року:
|          | Загалом | Допрацездатний вік | Працездатний вік | Постпрацездатний вік |
| -------- | ------- | ------------------ | ---------------- | -------------------- |
| Чоловіки | 31      | 6                  | 23               | 2                    |
| Жінки    | 40      | 16                 | 15               | 9                    |
| Разом    | 71      | 22                 | 38               | 11                   |